# Nord-Aviation
La société nationale de constructions aéronautiques Nord-Aviation, connue sous le nom abrégé Nord-Aviation, était une entreprise française de construction aéronautique.
Elle a été créée en janvier 1958 par changement de dénomination de la Société nationale des constructions aéronautiques du Nord (SNCAN), issue de la nationalisation des usines Potez, et qui avait absorbé la Société française d'étude et de construction de matériels aéronautiques spéciaux (SFECMAS) en décembre 1954.
Ses activités principales étaient basées à Châtillon, au sud de Paris, sur le site de l'aéroport de Bourges, dans le Cher, ainsi qu'à Méaulte, dans la Somme.
En 1970, elle fusionne avec les sociétés Sud-Aviation et Société d'étude et de réalisation d'engins balistiques (SEREB) pour créer la Société nationale industrielle aérospatiale (SNIAS).

## Production

### Avions
| Modèle                                | Année | Type                             |
| ------------------------------------- | ----- | -------------------------------- |
| Nord Aviation 1000 « Pingouin »       | 1944  | Transport civil                  |
| Nord Aviation 1001 « Pingouin I »     | 1945  | Transport civil                  |
| Nord Aviation 1002 « Pingouin II »    | 1946  | Transport civil                  |
| Nord Aviation 1100 « Noralpha »       | 19??  | Transport civil                  |
| Nord Aviation 1101 « Ramier »         | 19??  | Transport civil                  |
| SNCAN Nord 2501 « Noratlas »          | 1950  | Transport militaire              |
| « Gerfaut I »                         | 1954  | Chasseur                         |
| « Griffon I »                         | 1955  | Chasseur                         |
| Nord Noroit N1400                     | 1956  | Hydravion amphibie               |
| Nord Aviation 1405 « Gerfaut II »     | 1956  | Chasseur                         |
| Nord Aviation 1500 « Griffon II »     | 1957  | Chasseur                         |
| Nord Aviation 3400 « Norbarbe »       | 1958  | Observation                      |
| Nord Aviation 3202B                   | 1960  | Entraînement                     |
| Nord Aviation 3202                    | 1957  | Entraînement                     |
| Nord Aviation 260 « Super Broussard » | 1960  | Transport civil                  |
| Nord Aviation 262                     | 1962  | Transport civil                  |
| Nord Aviation 262A                    | 1964  | Transport civil                  |
| Nord Aviation 262B                    | 1964  | Transport civil                  |
| Nord Aviation 262C                    | 1968  | Transport civil                  |
| Nord Aviation 262E « Frégate »        | 1962  | Transport militaire, avion-école |
| C-160 Transall                        | 1963  | Transport militaire              |
| Nord Aviation N.500 Cadet             | 1968  | Avion expérimental convertible   |

### Missiles
| Modèle | Année       | Type                                    |
| ------ | ----------- | --------------------------------------- |
| CT 10  | 1949        | Avion cible                             |
| SS 10  | 1955        | Antichar                                |
| CT 20  | 1955        | Avion cible                             |
| CT 41  | 1957        | Engin cible supersonique                |
| ENTAC  | 19xx        | Antichar                                |
| SS 11  | 1958        | Antichar                                |
| AS 20  | 1960/1970   | Air-sol                                 |
| AS 30  | 19xx        | Air-sol                                 |
| Milan  | 19xx        | Antichar                                |
| Hot    | 19xx        | Antichar                                |
| S2     | 196x - 1969 | Sol-sol balistique stratégique 3 000 km |
| Roland | 19xx        | Surface-air                             |
| MM38   | 1971        | Antinavire                              |